# Fabienne
Fabienne [faˈbjɛn] ist ein französischer weiblicher Vorname. 

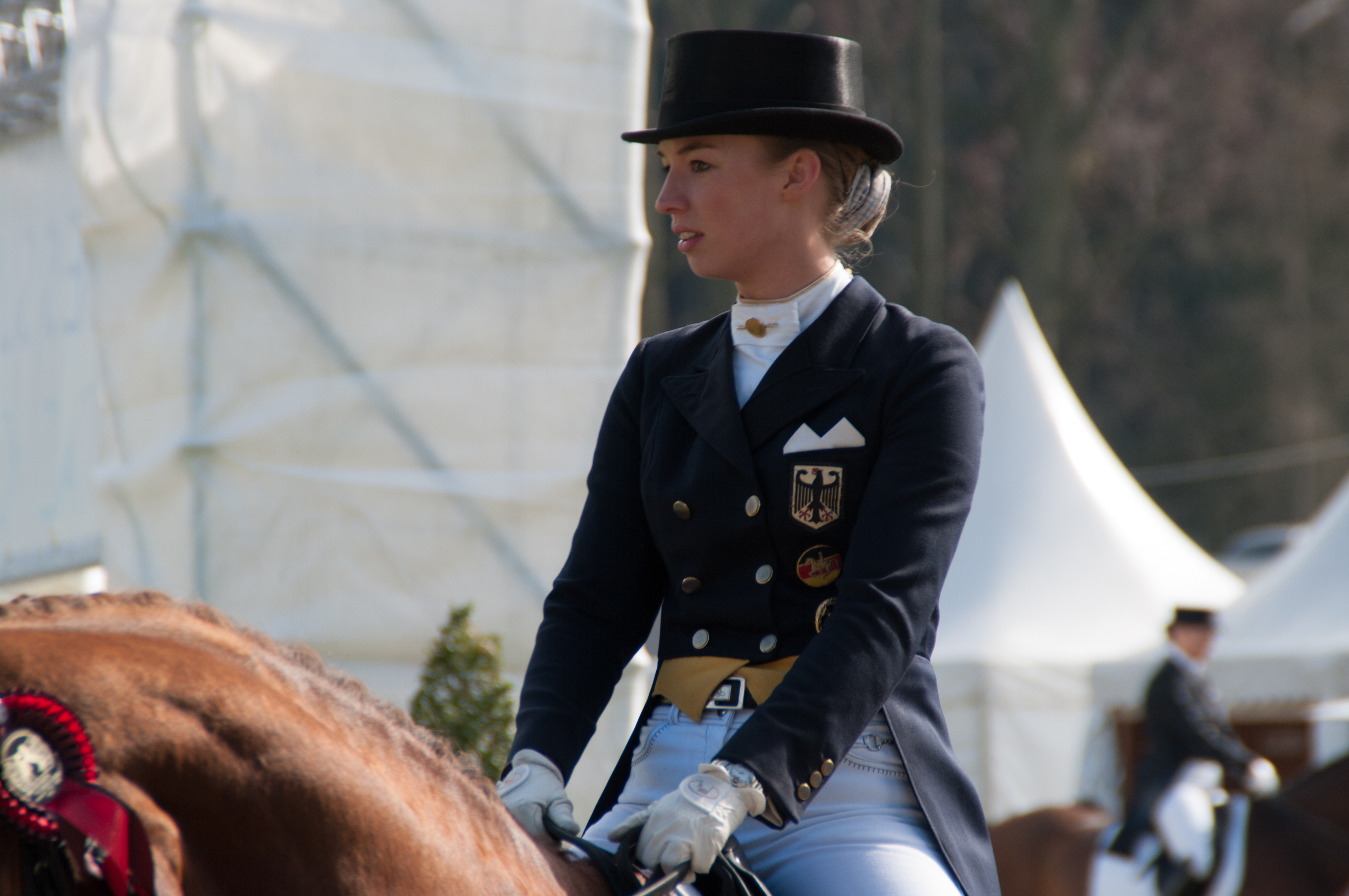
Fabienne Lütkemeier, deutsche Dressurreiterin (2013)

## Herkunft und Bedeutung
→ Hauptartikel: Fabian
Fabienne ist die französische weibliche Variante des römischen Cognomens Fabianus und damit eine Variante von Fabian. Die männliche Form des Namens lautet Fabien.

## Verbreitung
Der Name Fabienne ist überwiegend im französischen Sprachraum verbreitet. In Frankreich erlebte er den Höhepunkt seiner Popularität in den 1960er Jahren. Seit den 1990er Jahren wird er dort nur noch sehr selten vergeben.
In Deutschland wurde Fabienne in den 1980er Jahren populär. Anfang der 2000er Jahre erreichte er kurzzeitig die 100 beliebtesten Mädchennamen, wird jedoch seit Mitte der 2010er Jahre nur noch sehr selten als Name gewählt.

## Namensträgerinnen
- Fabienne Deprez (* 1992), deutsche Badmintonspielerin
- Fabienne Engels (* 1989), deutsche Leichtathletin
- Fabienne Humm (* 1986), Schweizer Fußballspielerin
- Fabienne Königstein, geborene Amrhein (* 1992), deutsche Leichtathletin
- Fabienne Louves (* 1986), Schweizer Popsängerin
- Fabienne Michel (* 1994), deutsche Fußballschiedsrichterin
- Fabienne Müller-Lütkemeier (* 1989), deutsche Dressurreiterin
- Fabienne Nadarajah (* 1985), österreichische Schwimmsportlerin
- Fabienne Pakleppa (* 1950), Schweizer Schriftstellerin
- Fabienne Reuteler (* 1979), Schweizer Profisnowboarderin
- Fabienne Schlumpf (* 1990), Schweizer Hindernis- und Langstreckenläuferin
- Fabienne Serrat (* 1956), französische Skirennläuferin
- Fabienne Suter (* 1985), Schweizer Alpinskirennfahrerin
- Fabienne Weyermann (* 1985), Schweizer Leichtathletin
- Fabienne Wohlwend (* 1997), Liechtensteiner Automobilrennfahrerin